# Barry Simon
Barry Martin Simon (New York, 16 aprile 1946) è un fisico e matematico statunitense.
Egli è noto per i suoi contributi prolifici alla teoria spettrale, all'analisi funzionale, e alla meccanica quantistica non relativistica (in particolare operatori di Schrödinger), comprese le connessioni alla fisica atomica e molecolare. È autore di più di 400 pubblicazioni su matematica e fisica.
Il suo lavoro si è concentrato su vaste aree della fisica matematica e dell'analisi coprendo: teoria quantistica dei campi, meccanica statistica, moto browniano, teoria delle matrici casuali, meccanica quantistica generale non relativistica (inclusi sistemi e risonanze a N corpi), meccanica quantistica non relativistica nei campi elettrici e magnetici, il limite semiclassico, lo spettro continuo singolare, gli operatori di Schrödinger casuali ed ergodici, i polinomi ortogonali e la teoria spettrale non autoaggiunta.

## Infanzia
La madre di Barry Simon era un'insegnante di scuola, suo padre era un contabile. Simon ha frequentato la James Madison High School di Brooklyn.

## Carriera
Durante gli anni del liceo, Simon iniziò a frequentare corsi universitari per alunni molto dotati alla Columbia University. Nel 1962, Simon vinse un concorso di matematica MAA. Il New York Times ha riferito che per ricevere i crediti completi per un risultato del test impeccabile ha dovuto esibire una presentazione con MAA. In questa presentazione ha dimostrato che uno dei problemi posti nel test era ambiguo.
Nel 1962, Simon entrò ad Harvard con uno stipendio. È diventato Putnam Fellow nel 1965 a 19 anni. Ha ricevuto il suo Bachelor of Arts nel 1966 all'Harvard College e il suo dottorato di ricerca in fisica all'Università di Princeton nel 1970, sotto la supervisione di Arthur Wightman. La sua dissertazione trattava "la meccanica quantistica per Hamiltoniane definite come forme quadratiche".
Dopo i suoi studi di dottorato, Simon ha assunto una cattedra a Princeton per diversi anni, spesso lavorando con il collega Elliott H. Lieb sulla teoria di Thomas-Fermi e sulla teoria atomica di Hartree - Fock oltre alle transizioni di fase e facendo da mentore a molti degli stessi studenti di Lieb. Alla fine è stato convinto a prendere un posto al Caltech, da cui si è ritirato nell'estate del 2016.
Il suo status è leggendario in fisica matematica ed è rinomato per la sua capacità di scrivere manoscritti scientifici "nel cinque percento del tempo necessario ai comuni mortali per scrivere tali articoli".

## Onori e riconoscimenti
- 2012: eletto membro della American Mathematical Society.[6]
- 2012: insignito del Premio Henri Poincaré[1]
- 2015: Premio Bolyai dell'Accademia ungherese delle scienze.[7]
- 2016: insignito del premio Steele alla carriera.
- 2018: Premio Dannie Heineman per la fisica matematica dell'American Physical Society.[8]
- 2019: eletto alla National Academy of Sciences[9]

## Pubblicazioni selezionate
- Risonanze nei sistemi quantistici a n-corpi con dilatazione potenzialità analitiche e le basi della teoria delle perturbazioni dipendente dal tempo, Annals of Mathematics 97 (1973), 247 – 274
- (con M. Reed ) Methods of Modern Mathematical Physics, vol. I: Analisi funzionale, Academic Press, 1972; Vol. II: Analisi di Fourier, Self-Adjointness, Academic Press, 1975; Vol. III: Scattering Theory, Academic Press, 1978; Vol. IV: Analisi degli operatori, Academic Press, 1977
- (con F. Guerra e L. Rosen) La teoria quantistica P(φ)2 come meccanica statistica classica, Annals of Mathematics 101 (1975), 111 – 259
- (con E. Lieb) La teoria di Thomas-Fermi di atomi, molecole e solidi, Advances in Math. 23 (1977), –
- (con J. Fröhlich e T. Spencer) Limiti infrarossi, transizioni di fase e rottura continua di simmetria, Commun. Matematica. Phys. 50 (1976), –
- (con P. Perry e IM Sigal ) Analisi spettrale di operatori multiparticellari di Schrödinger, Annali di Matematica 114 (1981), –
- (con M. Aizenman) Moto browniano e disuguaglianza di Harnack per gli operatori di Schrödinger, Commun. Pure Appl. Matematica. 35 (1982), –
- Analisi semiclassica di autovalori bassi, II. Tunneling, Annali di Matematica 120 (1984), –
- Olonomia, teorema quantistico adiabatico e fase di Berry, Phys. Rev. Lett. 51 (1983), 2167-2170
- (con T. Wolff) Spettro continuo singolare sotto perturbazioni di rango uno e localizzazione per Hamiltoniane casuali, Commun. Pure Appl. Matematica. 39 (1986), –
- Gli operatori con spettro continuo singolare: I. operatori generali, Annali di Matematica 141 (1995), 131 – 145
- Un corso completo in analisi, American Math Society, (2015)]